# ディエゴ喜斎
ディエゴ喜斎（ディエゴきさい、葡：Diogo Kisai 、英：James Kisai 、天文3年（1534年）- 慶長2年12月19日（1597年2月5日））は安土桃山時代の日本の商人、キリシタン。イエズス会員。日本二十六聖人の一人として磔刑に処せられて殉教に至り、死後に列聖をもってカトリックの聖人として認められた人物。俗名（日本名・本名）を市川喜佐衛門（いちかわきざえもん）と称す。また参り墓の在する岡山県岡山市北区芳賀では、ヤコボ喜斎（ヤコボきさい）と称され親しまれる。

## 人物
天文3年（1534年）、備前国津高郡馬屋郷芳賀村（現在の岡山県岡山市北区芳賀）に商農の子として生まれたとされる。子どものころより、常に素直で温和かつ謙虚であり、その人柄は多くの人を引きつけたと伝わる。
喜佐衛門が生まれた馬屋郷は五畿七道のひとつ山陽道が通り、同じ馬屋郷の中には備前国の一宮である吉備津彦神社が存在した。そのため、同地は古来より門前町とその周辺地として、往来商業が活発であり、芳賀村の在していた馬屋郷も山陽道の駅家が置かれ、そのための馬が飼育されていたと言われる。そのため中央よりの情報が入りやすく堅実であれば新しいものでも受け入れやすい地勢にあり、当時、同村を治めていた宇喜多氏もこれを支持した。少年時代の喜佐衛門にとって、この故郷の地勢はキリスト教を非常に身近なものと感じる下地を成したものであったとされている。
青年になった喜佐衛門は志のために大阪の商家へ奉公に上がり、やがて独立して商人となった。そのかたわらでイエズス会の活動に参加。会合や教会における祭壇係や門衛・接待係を勤め伝道活動を支援したとされる。
だが、豊臣秀吉のキリシタン禁教令によって、大阪の教会にて捕縛され、詮議のために京都に送られ市中引き回しを受ける。のち、長崎での磔刑判決が出され、そのまま若き日に青雲の志を持って上阪した山陽道を、今度は長崎に向かって下っていくこととなる。そして道中、故郷との密かな別れを内心にて終えた後、慶長2年12月19日（1597年2月5日）告解のために訪れたフランシスコ・パシオ神父に、イエズス会への入会を許され、正式な信徒として長崎の西坂の丘の上にて磔刑に処されて、殉教の徒に就いた。死の直前にイエスとマリアの名を呟いたという。享年64歳。同時に刑に処された信徒・宣教師の中において最年長の立場であった。

## 死後

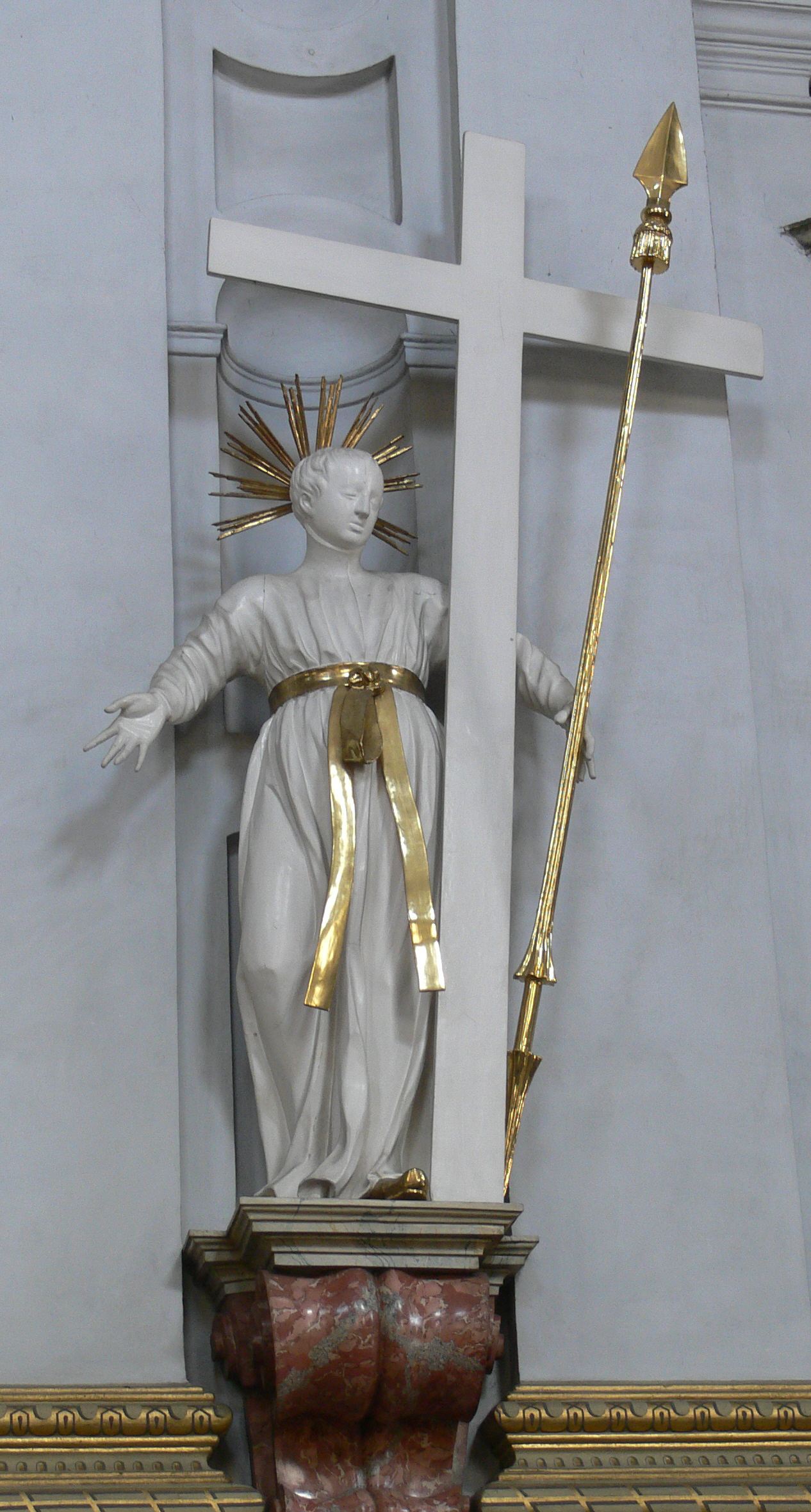
ドイツ・バンベルクの聖マルティン教会にあるディエゴ喜斎像

処刑後、二十六聖人の遺体は長崎より海外へと持ち出され、聖遺物として分割された後、世界各地に送られた。喜佐衛門の遺体も、同様の倣いをたどったものとみられている。

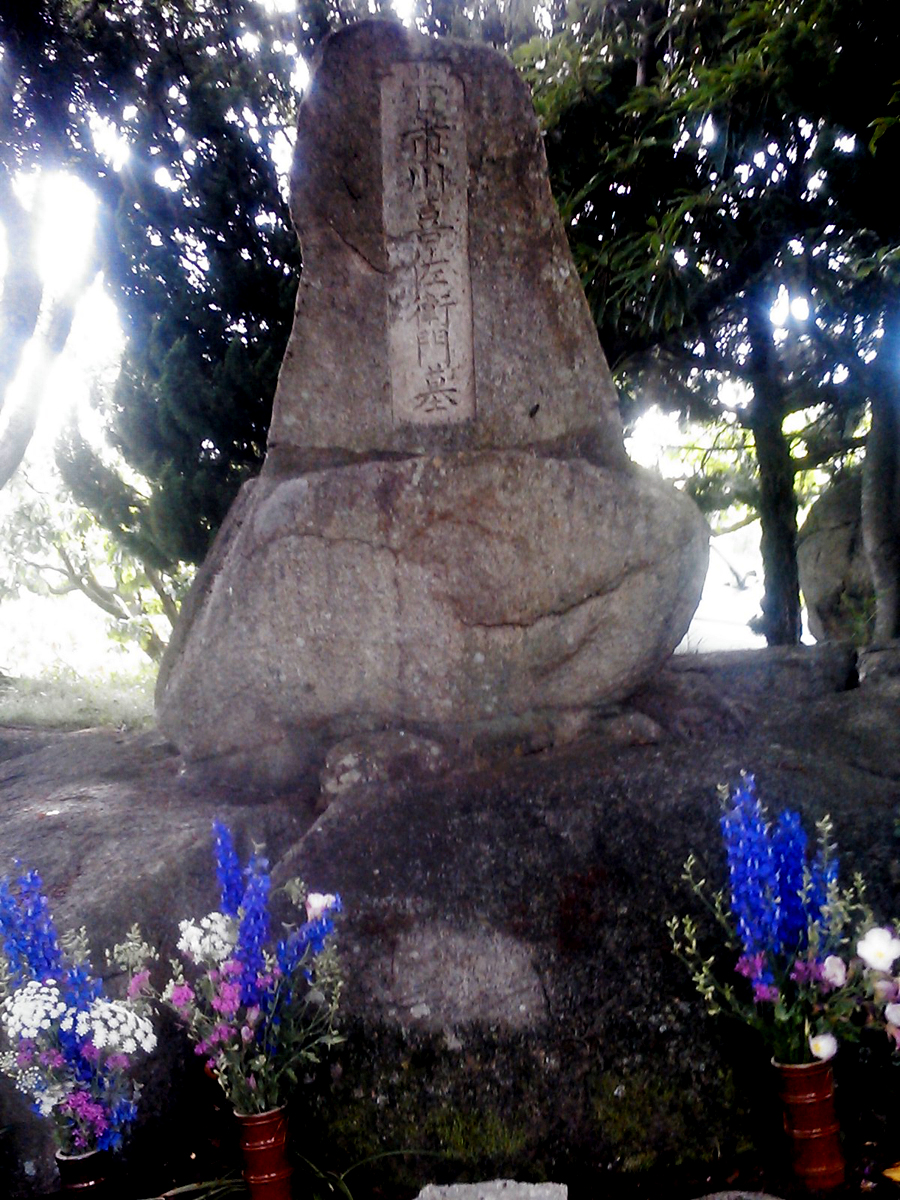
市川喜佐衛門の墓（参墓）

幼き頃より人格者であった喜佐衛門の死を、一族や故郷である芳賀の人々は宗派を越えて悲しみ儚み悼んだ。しかし喜佐衛門がキリシタンとして刑を受けたがゆえに、その菩提を表立って弔うことは、一族や地元の人々に許されなかったとされる。また、上記の通り、喜佐衛門の遺体は信徒たちの手で分けられ遺族の元に帰されなかったため、遺族は密かにすら葬墓をつくる事が出来なかった。そのため遺族を含む芳賀の人々は、元より芳賀の丘陵の一つにあった地元信仰のための亀岩を、いつしか「天主岩」または「やこぼさん」と呼ぶようになった。喜佐衛門が幼き頃より親しんだであろう故郷の眺めをもって、その魂を慰めるとともに、地元の信仰に喜佐衛門の存在を習合させて隠す事により、時の権力者の目を逃れて彼を弔うことを試みたのである。こうして、喜佐衛門は密かに出身地である芳賀の人々によって、名を伝えぬまま政治も宗教も関係の無い地域の人の絆の中で、ひっそりと弔われ続けた。
一方、喜佐衛門を含む日本二十六聖人は1627年9月14日に、時のローマ教皇ウルバヌス8世によって列福される。さらに1862年6月8日には、ピウス9世によって列聖され、喜佐衛門は「ディエゴ喜斎」としてカトリック教会の聖人と認められた。
喜佐衛門が磔刑に処された安土桃山時代から、江戸、明治、大正、さらには第二次世界大戦と戦後の混乱期を越えた1958年（昭和33年）に、芳賀の市川数太を中心とした地元有志によって「天主岩」の上に「市川喜佐衛門の墓」の碑が掲げられた。ここに晴れて、芳賀の人々は誰にとがめられることなく、喜佐衛門を堂々と偲ぶ事となった。さらに墓の周囲は1997年（平成9年）より、地元カトリック教会の信徒たちによって「聖ディエゴ喜斎記念公園」として整備されている。
岡山県岡山市北区天神町に在する岡山カトリック教会は、2001年（平成13年）に新築された聖堂を聖ディエゴ喜斎に奉じ、彼を同教会の守護聖人と定めている。

## ゆかりの地

### ディエゴ喜斎に捧げられた教会
- 岡山カトリック教会・聖ディエゴ喜斎記念聖堂（岡山県岡山市北区天神町）

### 墓地・公園
- 聖ディエゴ喜斎記念公園

地元地域およびカトリック信徒の有志によって整備されている小規模の公園。1997年（平成9年）、ディエゴ喜斎の列聖400年を前に「市川喜佐衛門の墓」の周囲を整備し公園門前碑を設置して公園とした。
周辺に駐車場は無い。中鉄バス大窪経由芳賀佐山団地線「顕本寺前」バス停下車。山沿いの道を500m南下し、案内表示のある脇道を西入500m登攀。
- 市川喜佐衛門の墓

芳賀地域において「天主岩」と呼ばれ信仰の対象とされていた亀石の上に墓碑を設える事で成立した墓。1958年（昭和33年）に市川数太をはじめとする、芳賀市川氏および地元有志の手によって建てられた参墓。

## ディエゴ喜斎を演じた俳優
- 尾上卯多五郎（殉教血史 日本二十六聖人、役名はヤコボ備前屋喜左衛門）

## 引用・注釈
1. ↑  喜斎ディエゴ、と称する資料もある。ただし喜斎（Kisai ）とは名前でも名字でもなく教会の手伝いを始めてから名乗るようになった本名に由来する号（斎号。神を祀るための名前。諡とする説もある）である。正式な日本名は本項にて述べる通り。
2. ↑  コトバンク-喜斎ディエゴとは
3. 1 2 3  史料や地域の案内看板には「市川喜左衛門」とするものもあるが、芳賀地域の参墓碑に刻まれた名では「市川喜佐衛門」としている。
4. ↑  「ヤコボ」は「ディエゴ」（ポルトガル語）のラテン語読み。戦前までは日本国内で使われていたが、現在の日本のカトリックでは教上に伝えられる様々なヤコボ（ヤコブ）と区別するために用いられない。また英語圏ではJames（ジェームズ）が用いられる。
5. 1 2 3  岡山カトリック教会ウェブサイトより。
6. ↑  長崎遊楽-ディエゴ喜斎
7. ↑  日本二十六聖人記念館ウェブサイト「26聖人名簿」より。原典はルイス・フロイス『日本二十六聖人殉教記』